# Jules-Édouard Prévost (médecin)
 (mars 2018).
Si vous disposez d'ouvrages ou d'articles de référence ou si vous connaissez des sites web de qualité traitant du thème abordé ici, merci de compléter l'article en donnant les références utiles à sa vérifiabilité et en les liant à la section « Notes et références ».
Pour les articles homonymes, voir Jules-Édouard Prévost et Prévost.
Jules-Édouard Prévost, né le 8 novembre 1828 à Sainte-Anne-des-Plaines, est médecin, conseiller municipal et animateur culturel. Il est connu pour avoir joué un grand rôle dans le développement de la région de Saint-Jérôme au Québec.
Tel que le mentionne le répertoire du patrimoine culturel du Québec, il est à l'origine de plusieurs initiatives concernant le développement de sa région.
1858: Création d'un couvent de religieuses enseignantes pour la formation des jeunes filles.
1969: Fondation de la commission scolaire locale, dont il deviendra le premier commissaire et le premier président
Sur le plan culturel, il jouera également un rôle important dans le développement des arts. En 1850, il crée la fanfare de Saint-Jérôme. Il est également impliqué dans les arts de la scène. En plus de participer à Institut canadien des artisans de Dumontville, visant le développement culturel de ses membres.
Impliqué dans les affaires publiques de sa municipalité, il est le secrétaire du Conseil de la municipalité du comté de Terrebonne de 1855 à 1903 et conseiller municipal du village de Saint-Jérôme de 1858 à 1871. Il est marguiller responsable pour le curé Antoine Labelle de 1888 à 1890.
Il est mort à Saint-Jérôme le 7 septembre 1903.
Son fils Jules-Édouard Prévost (né en 1871), sera quant à lui éditeur, journaliste et homme politique fédéral du Québec.